# Torgelow am See
Torgelow am See ist eine Gemeinde im Landkreis Mecklenburgische Seenplatte in Mecklenburg-Vorpommern (Deutschland). Sie wird vom Amt Seenlandschaft Waren mit Sitz in der nicht amtsangehörigen Stadt Waren (Müritz) verwaltet.

## Geografie
Torgelow am See liegt am gleichnamigen Torgelower See, nordöstlich von Waren-Müritz, südwestlich von Stavenhagen und westlich von Penzlin.
Zu Torgelow am See gehören die Ortsteile Meierei und Schmachthagen.

## Geschichte
Torgelow wurde 1218 erstmals urkundlich erwähnt. Ein Großsteingrab, der sogenannte „Heisterstein“ weist jedoch darauf hin, dass diese Gegend schon länger besiedelt ist. Es wurde in der Zeit von 3000 bis 1800 v. Chr. errichtet.
Von 1784 bis 1945 war Gut Torgelow im Besitz der Familie von Behr-Negendank. Im Mai 1848 wurde das Herrenhaus im Gefolge der Revolutionsereignisse von aufgebrachten Tagelöhnern gestürmt und niedergebrannt, was zu großer Unruhe im ganzen Land führte. Das neue Herrenhaus im neobarocken Stil wurde 1904 von dem namhaften Architekten Otto March ausgeführt. Die Familie von Behr-Negendank wurde 1945 enteignet. Schloss Torgelow wurde ab 1994 zu einem Internatsgymnasium umgebaut.
Am 15. Januar 1996 erhielt die Gemeinde, die bis dahin nur Torgelow hieß, den Namenszusatz am See.
Im Jahre 2021 fanden hier die Deutschen Gedächtnismeisterschaften statt.

## Politik

### Gemeindevertretung
Bei der Gemeindevertretungswahl am 26. Mai 2019 erhielt die Wählergemeinschaft Torgelow am See 86,3 % und damit 5 von 6 Sitzen in der Gemeindevertretung. Ein weiterer Sitz ging an den Einzelbewerber Sandro Baaken (8,9 % der Stimmen). An dieser Wahl beteiligten sich 212 der 352 Wahlberechtigten (Wahlbeteiligung: 60,2 %).

### Wappen
| Wappen von Torgelow am See | Blasonierung: „In Gold über einem blauen Wellenschildfuß rechts ein links gewendeter roter Auerochsenkopf mit abgerissenem Halsfell und silbernen Hörnern, links ein grünes Eichenblatt mit schwarzem Stiel, daran zwei grüne Früchte.“ |
| Wappen von Torgelow am See | Wappenbegründung: In dem Wappen soll mit dem Auerochsenkopf der bildliche Bezug zu dem aus dem Slawischen stammenden Gemeindenamen hergestellt werden. Der Wellenschildfuß verdeutlicht die Lage der Gemeinde am gleichnamigen See. Das Eichenblatt weist auf die waldreiche Umgebung hin. Das Wappen und die Flagge wurde von dem Schweriner Heraldiker Heinz Kippnick gestaltet. Es wurde zusammen mit der Flagge am 14. Januar 2003 durch das Ministerium des Innern genehmigt und unter der Nr. 273 der Wappenrolle des Landes Mecklenburg-Vorpommern registriert. |

### Flagge
Die Flagge ist gleichmäßig längs gestreift von Blau und Gelb. In der Mitte des Flaggentuchs liegt, auf jeweils zwei Drittel der Höhe des blauen und des gelben Streifens übergreifend, das Gemeindewappen. Die Länge des Flaggentuchs verhält sich zur Höhe wie 5:3.

### Dienstsiegel
Das Dienstsiegel zeigt das Gemeindewappen mit der Umschrift „GEMEINDE TORGELOW AM SEE“.

## Sehenswürdigkeiten

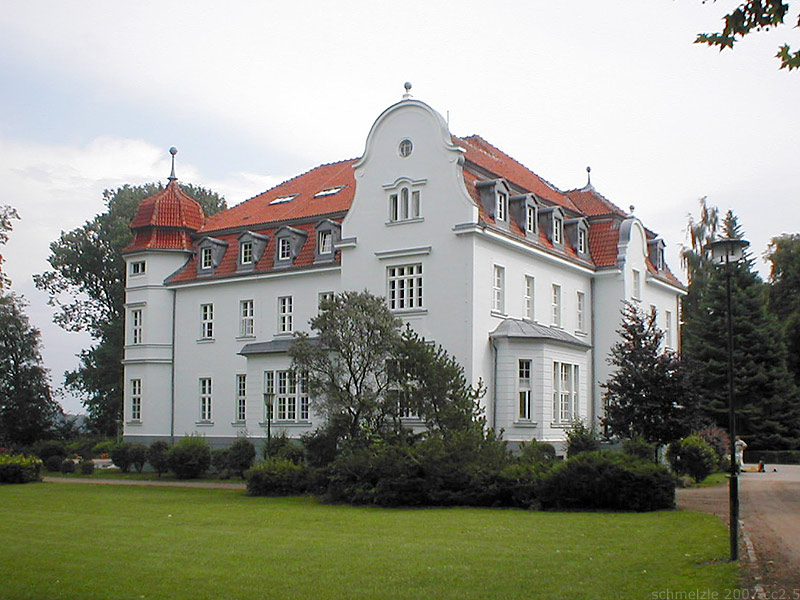
Schloss in Torgelow am See; heute Internatsgymnasium Schloss Torgelow

- Schloss Torgelow, nach Plänen von Otto March, wurde 1904 eingeweiht. Das Gebäude wurde ab 1994 zu dem privaten Internatsgymnasium Schloss Torgelow umgebaut und durch mehrere andere Häuser erweitert, die als Unterrichts- und Wohnräume dienen. Im Schloss wohnen Lehrkräfte, Mentoren, die Trägerfamilie und Schüler der Oberstufe.[6][7]
- Auf dem Schlossgelände ist der trapezförmige Burghügel erhalten, auf dem sich bis etwa zum 15. Jahrhundert die historische Befestigungsanlage befand, von der die neuzeitliche Besiedlung des Ortes ausging.
- Das Gebiet um den Torgelower See ist ein Landschaftsschutzgebiet vor allem für Wasservögel.